# Reserva Natural de Allirahu
A Reserva Natural de Allirahu é uma reserva natural localizada no Condado de Saare, na Estónia.
A área da reserva natural é de 1971 hectares.
A área protegida foi fundada em 2005 para proteger tipos valiosos de habitat e espécies ameaçadas em Allirahu.